# Hajk Veliki
Hajk Veliki (armensko: Հայկ, armenska izgovorjava: [hajk]) ali Veliki Hajk, znan tudi kot Hajk Nahapet (Հայկ Նահապետ, armenska izgovorjava: [hajk nahapɛt], Hajk 'glava družine' ali patriarh), je legendarni patriarh in ustanovitelj armenskega naroda. Njegova zgodba je pripoved v Zgodovini Armenije, ki je bila pripisana armenskemu zgodovinarju Mojzesu iz Korene (ali Movses Korenaci, c. 410 - c. 490).

## Etimologija
Ime patriarh, Հայկ Hajk, ni ravno homofono z imenom za "Armenija", Հայք Hajk', Հայք Hajk je nominativ množine v klasičnem armenskem jeziku հայ, armenski izraz za 'armenski'. Nekateri trdijo, da etimologija hajk (Հայք) iz Hajka (Հայկ) ni mogoča in da je izvor izraza Haj ('armenski') preverljiv. Kljub temu sta Hajk in Haig običajno povezana s haj (հայ) in hajer (հայեր, nominativ množine v moderni armenščini) samoimenovanje Armencev. Armen Petrojan meni, da lahko ime Hajk 'zelo verodostojno' izvira iz indoevropske *poti- 'gospod, lord, gospodar hiše, mož'.
Hajk bi bil potem etiološka ustanovna figura, kot npr. Ašur za Asirce, itd. Eden najznamenitejših Hajkovih potomcev Aram se je v vzhodni Armeniji naselil iz kraljestva Mitani (Zahodna Armenija), ko Sargon II. omenja kralja dela Armenije, ki je nosil (armensko-indo-iransko) ime Bagatadi (kar, podobno kot grški Teodor in hebrejski Jonatan, pomeni 'dan bogu'). Nekateri viri trdijo, da Hajk izhaja iz uratskega božanstva Haldi.
Armenska zgodovinopisje sovjetske dobe je Hajka povezoval s Hajaso, omenjeno v hetitskih napisih.
Armenska beseda Hajkakan ali Haigagan (armensko: հայկական, kar pomeni 'tisto, kar se nanaša na Armence') najde svoj izvor v tem potomcu. Poleg tega iz Hajka izvirajo tudi poetična imena Armencev, Hajkazun (հայկազուն) ali Hajkazn (հայկազն). 

## Genealogija
Mojzes iz Korene je opisal Hajkovo genealogijo kot Japhet, Gomer in Tiras, Torgom. Hajkovi potomci so kot Amasya, Ara, Aram, Aramais, Armanak, Gegham in Harma. Hajk naj bi bil tudi ustanovitelj rodbine Hajkazuni. Po Juansherjevem mnenju je bil Hajk »princ sedmih bratov in je služil velikanu Nimrodu (Nebrovt'), ki je prvi vladal vsemu svetu kot kralj.« 
Po Mojzesu iz Korene je armenska plemiška družina Hajkazunis, dala številne legendarne kralje (na primer Aram, Ara, Skayordi, Paryur in Vahe in so izhajali iz Hajka.

## Legenda

### Hajk in kralj Bel
Po pripovedih Mojzesa iz Korene in Seksta Julija Afriškega se je bitka zgodila med rodbino Hajk in kaldejsko rodbino v svoji tretji generaciji, ki je imel nadzor nad Babilonom in preostalo ozemlje Akada pod kraljem Belusom, simbolni babilonski / akkadski bog vojne ali ustanovitelj Babilona, odvisno od mitološke tradicije.
Po opisu Mojzesa iz Korene je imel Hajk, sin Torgoma, otroka, ki so ga poimenovali Armanak, medtem ko je živel v Babilonu. Potem ko se je arogantni Titanid Bel postavil za kralja nad vsemi, je Hajk emigriral na območje blizu gore Ararat. Hajk se je preselil blizu gore Ararat z razširjenim gospodinjstvom vsaj 300 oseb in se tam naselil ter ustanovil vas, ki jo je poimenoval Hajkašen. Na poti je z vnukom Kadmosom zapustil odred v drugem naselju. Bel je poslal enega od sinov, da bi ga zaprosil, da se vrne, a je bil zavrnjen. Bel se je odločil, da bo korakal proti njemu z ogromno silo, vendar je Hajka pred časom opozoril Kadmos zaradi njegovega nerešenega pristopa. Zbral je svojo vojsko ob obali jezera Van in jim rekel, da morajo premagati in ubiti Bela ali umreti, če poskušajo to storiti, namesto da postanejo njegovi sužnji. Mojzes v svojih spisih navaja, da:
Hajk je bil čeden, prijazen človek, s kodrastimi lasmi, penečimi očmi in močnimi rokami. Bil je človek velikanske postave, dober lokostrelec in neustrašen bojevnik. Hajk in njegovi ljudje so se že od časov svojih prednikov Noa in Jafeta preselili na jug proti toplejšim deželam blizu Babilona. V tej deželi je vladal zlobni velikan Bel. Bel je skušal svojo tiranijo vsiliti Hajkovim ljudem. Toda ponosni Hajk se ni hotel podrediti Belu. Takoj ko se mu je rodil sin Aramaniak, se je Hajk dvignil in popeljal svoje prebivalce proti severu v deželo Ajrarat. Ob vznožju gore je zgradil vas in ji dal ime, po imenu Hajkašen. 

### Bitka giantov in Belov poraz
Hajk in njegovi ljudje so kmalu odkrili Belovo vojsko, nameščeno na gorskem prelazu (Mojses iz Korene, to locira v kraju Dastakert), s kraljem v sprednjem odredu.
Pri Djucaznamartu (armensko: Դյուցազնամարտ, 'Bitka velikanov'), blizu Julamerka jugovzhodno od jezera Van, 11. avgusta 2492 pr. n. št.  (po armenski tradicionalni kronologiji prvega meseca armenskega koledarja, Navasard ali 2107 pr. n. št. (po "Kronološki tabeli" Mikaela Chamchiana) je Hajk z dolgim lokom pobil Bela s skoraj nemogočim strelom, s čimer je kraljeve sile poslal v beg.
Hrib, kjer je Bel s svojimi bojevniki padel, je Hajk imenoval Gerezmank, kar pomeni 'grobnice'.   Balzamiral je Belovo truplo in odredil, da ga odpeljejo v Hark, kjer naj bi ga pokopali na visokem mestu, ob pogledu ženin in sinov.
Kmalu zatem je Hajk ustanovil trdnjavo Hajkaberd na mestu bitke in mesto Hajkašen v armenski provinci Vaspurakan (sodobna Turčija). Poimenoval je območje bitke Hajk in kraj bitke Hajoc Dzor. 

## Primerjalna mitologija
Lik, ubit s Hajkovo puščico, je različno podan kot Bel ali Nimrod. Hajk je tudi ime ozvezdja Oriona v armenskem prevodu Svetega pisma. Hajkov odhod iz Babilona in njegov morebitni poraz Bela sta zgodovinsko primerjala z Zevsovim begom na Kavkaz in morebitnim porazom Titanov. 